# HD21912
HD21912 — хімічно пекулярна зоря спектрального класу A3, що має видиму зоряну величину в смузі V приблизно  5,8.
Вона  розташована на відстані близько 178,3 світлових років від Сонця.

## Фізичні характеристики
Зоря HD21912 обертається 
досить швидко 
навколо своєї осі. Проєкція її екваторіальної швидкості на промінь зору становить  Vsin(i)=103км/сек.
Телескоп Гіппаркос зареєстрував фотометричну змінність  даної зорі з періодом    0,92 доби в межах від  Hmin= 5,87 до  Hmax= 5,81.